# 리쿠젠타카타역
리쿠젠타카타역(일본어: 陸前高田駅)은 일본 이와테현 리쿠젠타카타시에 위치한 동일본 여객철도 오후나토 선의 철도역이다. 상대식 승강장 2면 2선의 구조를 갖춘 지상역이었으나, 2011년 동일본 대지진 피해로 인해 현재는 BRT 대체로 운행되고 있다. 2020년 4월 1일, 게센누마 역 - 사카리 역 간의 철도 사업 폐지로 인해 철도역으로는 폐역 처리가 되었다.

## 타는 곳
| 1 | ■ 오후나토 선 | 하행 | 사카리 방면                |
| 2 | ■ 오후나토 선 | 상행 | 게센누마 · 이치노세키 방면 |

## 이용 현황
| 승차 인원 추이 | 승차 인원 추이 |
| 연도           | 1일 평균       |
| -------------- | -------------- |
| 2000           | 433            |
| 2001           | 426            |
| 2002           | 390            |
| 2003           | 352            |
| 2004           | 324            |
| 2005           | 288            |
| 2006           | 287            |
| 2007           | 260            |
| 2008           | 253            |
| 2009           | 222            |
| 2010           | 220            |
| 2011           |                |
| 2013           | 75             |
| 2014           | 82             |
| 2015           | 87             |

## 역 주변
- 리쿠젠타카타 시청
- 리쿠젠타카타 시 소방방재센터
- 리쿠젠타카타 시 커뮤니티 홀

## 인접 역
| 동일본 여객철도 오후나토 선    | 동일본 여객철도 오후나토 선       | 동일본 여객철도 오후나토 선 |
| ------------------------------ | --------------------------------- | --------------------------- |
| 다케코마 이치노세키 방면       | ■ 본선 철도 운용시                | 와키노사와 사카리 방면      |
| 기세키노잇폰마쓰 게센누마 방면 | ■ BRT 구간 : 게센누마 방면 (본선) | 다카타코코마에 사카리 방면  |
| 다케코마 리쿠젠야하기 방면     | ■ BRT 구간 : 리쿠젠야하기 방면    | 시·종착역                   |